# Pentax FA 35mm F2.0
Pentax FA 35mm F2.0 AL je objektiv za Pentax KAF bajonet. Objektiv se proizvodio od 1999. do 2004. godine, ali još uvijek ga je moguće naći novog u trgovinama fotoopreme. FA 35 dizajniran je za analogne fotoaparate s 35mm formatom negativa i služio je kao brzi širokokutni objektiv. Prelaskom na digitalne fotoaparate Pentax je promijenio veličinu negativa (senzora) s 36 x 24 mm na 24 x 16 mm, tj APC-S format, i s time se promijenila i uloga ovog objektiva. FA 35 danas služi kao zamjena za nekadašnji standarni 50mm objektiv jer je njegovo vidno polje na APC-S formatu 1,5x manje nego na 35 mm formatu i efektivna fokalna duljina objektiva iznosi 52,5 mm. Pentax je 2010. godine izbacio novu verziju ovog objektiva pod imenom DA 35mm F2.4 AL. DA verzija objektiva koristi plastičnu konstrukciju kako bi cijenom bila što niža i pristupačnija kupcima.

## Tehničke specifikacije
| Vrsta objektiva                   | Širokokutni objektiv (35 mm format) Standardni objektiv (APC-S format) |
| Format slike                      | 35mm format 36x24mm APC-S 24x16mm                                      |
| Bajonet                           | Pentax KAF                                                             |
| Fokalna duljina                   | 35mm                                                                   |
| Dijagonalno vidno polje           | 35mm format - 63° APC-S - 45°                                          |
| Maksimalni otvor blende           | f/2.0                                                                  |
| Minimalni otvor blende            | f/22                                                                   |
| Promjer navoja za filter          | 49mm                                                                   |
| Minimalna udaljenost izoštravanja | 30cm                                                                   |
| Težina                            | 195 grama                                                              |
| Dimenzije                         | 44mm dužine 64mm promjera                                              |
| Optička konstrukcija              | 6 elemenata, 5grupa 6 listića blende                                   |